# Arciconfraternita del Santissimo Sacramento (Barletta)
Nella città di Barletta sono presenti due Arciconfraternite del Santissimo Sacramento, una sita nella Prepositura Curata di San Giacomo Maggiore e l'altra nella chiesa di San Pietro.

## Arciconfraternita del Santissimo Sacramento (Prepositura Curata San Giacomo Maggiore)

### Storia
L'Arciconfraternita del Santissimo Sacramento con sede presso la Prepositura Curata di San Giacomo Maggiore in Barletta, risalente all'XI secolo rimonta a prima del XVI secolo. Infatti uno dei primi documenti, del gennaio del 1600, riguardante la “visita ad limina”	(Archivio Segreto Vaticano, sez. S. Congr. Concilii, Relationes Tranen, 809A) del vescovo Giulio Caracciolo di Trani recita: “Habet item subtit. S.ti jacobi Parrocchiam unam, cum societate S.mi Sacramenti, adsunt quoq quinq. Sacerdotes, et duo subdiaconi”.Fino ai primi del XX secolo in San Giacomo era presente la Cappella "della Frateria" o del Santissimo del XVI secolo, in seguito demolita per far spazio alla cappella del S. Cuore di Gesù inaugurata nel 1923. Ma già nel XVIII secolo l'antica fu sostituita dall'attuale Cappella del Santissimo.
Due atti notarili del 1612 e del 1655 riguardano l'Arciconfraternita che il 30 maggio 1769 ricevette dal Re delle Due Sicilie, Ferdinando IV, l'approvazione delle regole e nel 1772 fu aggregata alla Primaria che aveva sede presso la Chiesa domenicana di S. Maria Sopra Minerva in Roma. In data 21 gennaio 1935 alla benemerita Arciconfraternita fu concesso dal Re Vittorio Emanuele III il riconoscimento giuridico. Il 2 aprile 2002 da parte del prefetto della provincia di Bari è avvenuta la reiscrizione nel registro delle Persone Giuridiche.
Lungo i secoli non sono mai mancati confratelli che si sono distinti per pietà cristiana, dando esempio di vita evangelica all'interno della propria famiglia, dalle quali sono sbocciate tante vocazioni sacerdotali e religiose e nuovi nuclei di famiglie timorate di Dio. Verso il 1960 il numero dei membri della suddetta Arciconfraternita andò sempre più assottigliandosi. Nel 1991 il Prevosto don Sabino Lattanzio diede nuovo impulso al Pio Sodalizio accogliendo tredici nuovi aspiranti, che costituirono il seme di una nuova fioritura.

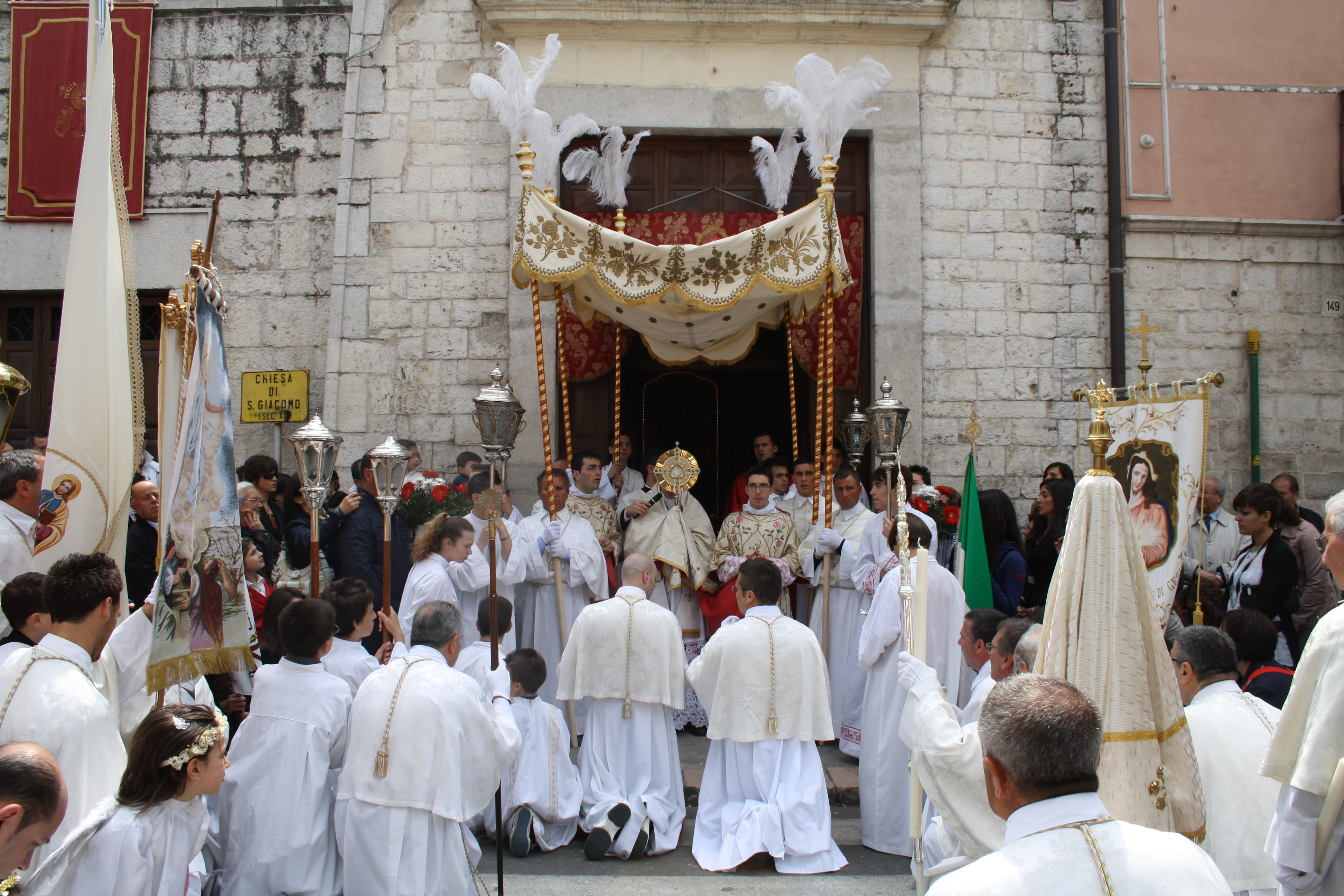
Processione Eucaristica di Pasqua - principale solennità dell'Arciconfraternita del Santissimo Sacramento in San Giacomo

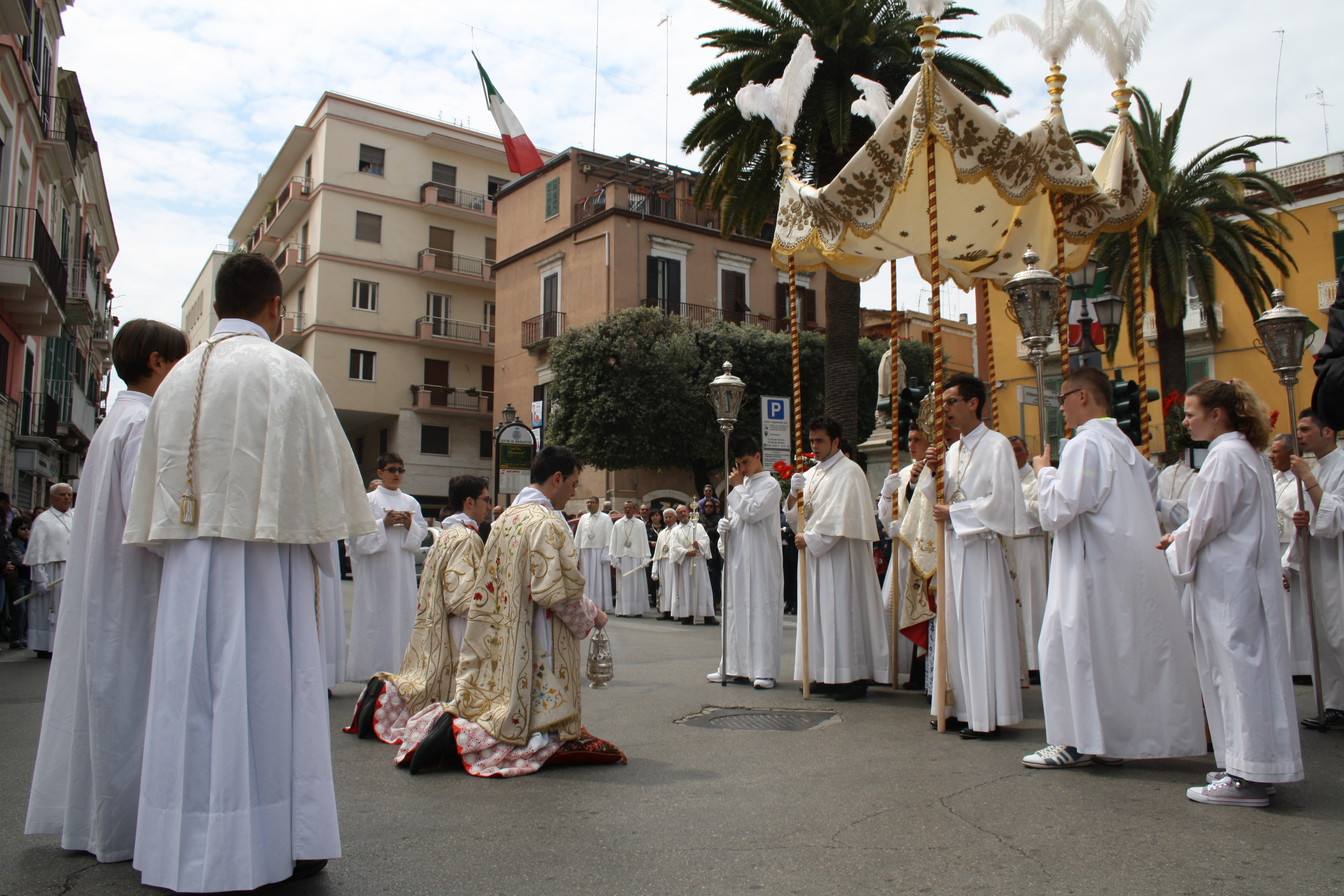
Benedizione presso il Palazzo di Città (anno 2011)

### Organizzazione
Per aderire a questo Pio Sodalizio l'interessato deve farne esplicita richiesta scritta che, valutata positivamente dal Priore e dall'Assemblea dei Confratelli, viene accettata dando inizio ad un periodo di noviziato di un anno. Durante la cerimonia di entrata nell'Arciconfraternita il priore chiama per nome e cognome il nuovo confratello che alzandosi si porta ai piedi dell'altare. Il padre spirituale inizia la cerimonia di vestizione che si conclude con la lettura del giuramento, la firma e la benedizione.
Segno distintivo dell'Arciconfraternita è un Ostensorio accompagnato dai segni distintivi dell'apostolo San Giacomo (Bastone e Conchiglie) per ricordare l'appartenenza alla Prepositura Curata di San Giacomo Maggiore di Barletta. L'Arciconfraternita elegge il proprio vertice amministrativo, costituito da Priore, vice-priore, Cassiere, Segretario e Consiglio durante le ultime settimane di Avvento e la presa di possesso della nuova amministrazione avviene tradizionalmente il 6 gennaio, giorno dell'Epifania, giorno in cui il Prevosto fa l'annuncio solenne della Santa Pasqua (Festa Principale dell'Arciconfraternita).
Nel giorno di Pasqua, subito dopo la Santa Messa Solenne delle ore 11, l'Arciconfraternita accompagna in processione il Santissimo Sacramento che partendo dalla Prepositura Curata di San Giacomo attraversa le strade principali della Parrocchia (Corso Vittorio Emanuele, via Consalvo da Cordova, Via Roma, via Nanula) sostando presso il Palazzo di Città e presso l'inizio di Via Regina Margherita per due Benedizioni Eucaristiche per porre sotto la protezione del Santissimo Sacramento sia la parte Orientale che quella Occidentale della Città per poi tornare trionfalmente in chiesa al suono delle campane in festa e con il lancio di diane.
Durante questa Processione ogni confratello assolve ad uno specifico ruolo: 
- il priore accompagna, sostenendo l'ombrello a coprire il Santissimo Sacramento;
- 6 confratelli portano il Baldacchino che sovrasta e accompagna il Santissimo Sacramento;
- 1 confratello porta il Palio;
- 1 confratello porta la Croce;
- 1 confratello porta lo stendardo del Cristo Risorto;
- i restanti confratelli sfilano in due file parallele portando un cero acceso.

### Feste e Processioni
Feste proprie dell'arciconfraternita
- Giovedì santo e Triduo Pasquale
- Festa e Processione del Sacro Cuore di Gesù (ultima domenica di giugno)
- Corpus Domini

Processioni a cui l'arciconfraternita partecipa
- VIA CRUCIS CITTADINA DELLA SACRA SPINA
- Processione del VENERDI' SANTO
- Processione cittadina del CORPUS DOMINI
- Processione DELLA MADONNA DELLA GRAZIA DIVINA E SAN GIUSEPPE (prima domenica di luglio)
- Processione dei SANTI PATRONI (seconda domenica di luglio)
- Processione dell'ASSUNTA (15 AGOSTO)
- Processione DI SAN RUGGIERO (30 dicembre)

### Abito di Rito
L'abito di rito dell'Arciconfraternita è composto da:
- mozzetta in seta color panna con trama broccata
- medaglione raffigurante il Santissimo Sacramento sorretto da due angeli
- camice bianco
- cappuccio bianco (utilizzato durante la processione penitenziale eucaristica del venerdì santo dal confratello che scalzo porta la croce)
- cingolo bianco e dorato legato alla vita;
- scarpe nere

## Arciconfraternita del Santissimo Sacramento (San Pietro)

### Storia
L'arciconfraternita del Santissimo Sacramento è stata istituita nella chiesa di San Pietro nel 1549.
L'arciconfraternita non ebbe inizialmente una sede stabile e utilizzava come deposito per gli abiti, le torce e i libri un locale, poi divenuto di sua proprietà, sul retro del campanile della cattedrale di Santa Maria Maggiore, presso il cimitero. Il locale, che in seguito fu chiamato "Segreto vecchio", si trovava all'angolo dell'antica "strada Sant'Angelo" (poi "strada Salmense" e dal 1876 via Dabenevoli).
La chiesa di San Pietro, originaria nel 1180, era stata demolita per consentire l'uso dei cannoni del castello di Barletta, e fu ricostruita tra il 1549 e il 1595,  davanti alla cattedrale, con il contributo dei confratelli e dei fedeli. La confraternita nello stesso 1549 aveva ottenuto dall'arcidiocesi di Trani la cessione di un'area dove si trovavano i ruderi di una domus hospitalis e due piccole case.
L'arciconfraternita ancora oggi esercita lo jus patronatus sulla cappella e stabilìsce in essa la sede per le riunioni e per la vestizione. Nel 1557 fu costruita nella chiesa di Santa Maria Maggiore una seconda cappella per la custodia del Santissimo Sacramento, dato che in quella precedente si manifestava un'umidità persistente e nel 1596 l'istituzione contribuì al rifacimento del pavimento della chiesa.
Tra il 1623 e il 1631 l'arciconfraternita fece edificare nella cattedrale la cappella del Santissimo Sacramento, trasformando la primitiva sacrestia e la cappella appartenuta alla famiglia Pappalettere. Una lapide all'interno della cappella, addossata alla parete, riporta la notizia della donazione della cappella all'arciconfraternita da parte della famiglia Pappalettere,  il suo ingrandimento "sin dalle fondamenta" e la nuova dedica con la data.
Nel 1799 i confratelli si incaricarono della ricostruzione dell'urna rivestita in argento che dalla peste del 1656 era utilizzata per portare il processione l'Ostia consacrata e che era stata requisita dalle truppe francesi d'occupazione. Nel 1809 le pie istituzioni laicali furono sottoposte alla tutela del "consiglio superiore degli ospizi".

### Organizzazione
Inizialmente i membri erano scelti tra i nobili e i primi civili di Barletta per morigeratezza dei costumi e per pia pratica religiosa.
Oggi, per aderirvi, l'interessato deve farne esplicita richiesta scritta. Tale richiesta viene valutata dal Priore e dall'Assemblea dei Confratelli che, in caso di accettazione, invita il richiedente ad un periodo di noviziato di un anno che parte la Domenica delle Palme. La cerimonia di entrata nell'Arciconfraternita è fissata per la Domenica delle Palme nell'anno successivo all'inizio del noviziato. Durante la messa il priore, giunto sull'altare, chiama per nome e cognome il nuovo confratello che alzandosi si porta ai piedi dell'altare. Qui, il padre spirituale inizia la cerimonia di vestizione, che avviene con l'aiuto del confratello più anziano, che si conclude con la lettura del giuramento e la benedizione.
Il Giovedì santo, durante la solenne Messa serale "in Cena Domini", è ripresentata la lavanda dei piedi, per commemorare il gesto compiuto da Cristo il giorno precedente alla sua morte. Tale rito, comune a tutto il rito romano, è contraddistinto dalla partecipazione del Sindaco della Città, in accordo ad una tradizione risalente al XVI secolo. Dodici tra i confratelli più giovani scoprono il piede destro mentre il sacerdote, inchinandosi, li lava li e bacia. La tradizione vuole che il Sindaco porti il catino con l'acqua per questo rito sacro.
Segno distintivo dell'arciconfraternita è un calice sormontato dall'ostia, fatto scolpire sulle proprietà dell'istituzione. Esisteva anche un Monte di Consore, per le donne, le quali avevano una sepoltura riservata in Santa Maria Maggiore. L'arciconfraternita eleggeva il giorno della ottava del Corpus Domini nella cappella di San Pietro il proprio vertice amministrativo, costituito da priore, procuratore, cascerio e due razionali. La presa di possesso della nuova amministrazione veniva connotata con il canto del Veni Creator Spiritus intonato dall'arciprete del capitolo di Santa Maria Maggiore, il quale esplicava il compito di direttore spirituale.
Ogni anno, l'Arciconfraternita accompagna la processione del Venerdì santo che partendo dalla Cattedrale di Santa Maria Maggiore sosta in piazza Plebiscito per la messa per poi tornare in cattedrale. Ogni confratello assolve ad uno specifico ruolo:
- il priore accompagna, sostenendo l'ombrello a coprire il Santissimo Sacramento;
- 6 confratelli portano il Baldacchino che sovrasta e accompagna il Santissimo Sacramento;
- 1 confratello porta la Croce;
- i restanti confratelli sfilano in due file parallele portando un cero acceso.

I documenti riguardanti l'attività dell'arciconfraternita, all'inizio del secolo scorso, in numero di 42, unitamente ad altre charte, sono custoditi dall'arciconfraternita stessa. Bolle di sospensione della processione penitenziale del Venerdì santo, emesse dagli arcivescovi di Trani succedutisi negli anni, e relativi promemoria difensivi, esistono nell'archivio diocesano. Diversi atti notarili testimoniano di lasciti all'arciconfraternita e altri documenti relativi alla pia istituzione si conservano nel "Codice diplomatico barlettano".